# Gunnar Sandelin
Hans Gunnar Sandelin, född 14 mars 1951, är en svensk socionom och journalist. Sandelin har bland annat varit socialarbetare, journalist på Sveriges Television och presschef på Barnens rätt i samhället (BRIS).
2008 skrev Sandelin en debattartikel som fick rubriken "'Journalisterna mörklägger sanningen om invandrarna'" i vilken han beskrev vad han uppfattade var en nationell mörkläggning av ideologiska skäl i allt som rörde invandrar-, asyl- och flyktingfrågor, och att debatten hindrades av politisk korrekthet. Han skrev att "Resultatet har blivit att den mest genomgripande förändring som det svenska samhället genomgått i vår tid inte har diskuterats offentligt på ett allsidigt sätt" och att verkligheten fått "maka på sig för den idealiserade självbilden och den fejkade toleransen". Han efterfrågade en statlig utredning som utredde invandringens kostnader och skatteintäkter. Efter artikeln hade publicerats blev följderna för Sandelin allvarliga och långvariga. 2011 var Sandelin den enda sökanden kvar till ett jobb på SCB:s pressavdelning. Efter att löneförhandlingen var avslutad fick chefen på SCB höra talas om artikeln och jobberbjudandet drogs tillbaka med motiveringen att generaldirektören saknade förtroende för Sandelins sätt att skriva. Sandelin menade att hans yttrandefrihet hade kränkts och anmälde saken till Justitiekanslern, men JK tog inte upp saken och svarade att det inte var en yttrandefrihetsfråga utan en arbetsrättsfråga, med hänvisning till att det inte var innehållet i artikeln som angivits som orsak, utan hur Sandelin hade formulerat sig. Sandelin sade 2024 att han i praktiken fick yrkesförbud och uppskattade att han gått miste om minst 2 miljoner netto i uteblivna löneinkomster.
Sandelin är tillsammans med Karl-Olov Arnstberg författare till böckerna Invandring och mörkläggning samt Invandring och mörkläggning II utgivna 2013 respektive 2014. Sandelin har även suttit i juryn för Med barnets ögon.